# Gonomyia sacandaga
Gonomyia sacandaga är en tvåvingeart som beskrevs av Alexander 1914. Gonomyia sacandaga ingår i släktet Gonomyia och familjen småharkrankar. Inga underarter finns listade i Catalogue of Life.